# Piasecznica (dopływ Czarnej)
Piasecznica – rzeka, lewy dopływ Czarnej o długości 26,3 km. 
Rzeka wypływa w lasach położonych na południe od Koluszek i swój bieg kieruje na południe. Przepływa przez miejscowości: Eminów, Młynek, Szymanów, Ujazd, Sangrodz, Komorów. Wpada do Czarnej na zachodnich przedmieściach Tomaszowa Mazowieckiego.
W miejscowości Ujazd przepływa pod drogą wojewódzką nr 713, a w Komorowie pod drogą krajową nr 8.